# Mangwe Rural
Der Mangwe (Rural) Distrikt ist einer von 10 Distrikten in der Provinz Matabeleland South in Simbabwe. Er hat 65.562 Einwohner (2022). Der Distrikt wurde 2003 gegründet, als sich der frühere Distrikt Bulilimamangwe in die Teile Bulilima, Mangwe Rural und den Urbanen Distrikt Plumtree (Mangwe Urban) aufspaltete. Sitz der Verwaltung ist weiterhin in Plumtree, wo er sich mit dem Sitz von Bulilima ein Verwaltungsgebäude teilt (2023).

## Geografie
Der Distrikt hat eine Fläche von 5722 km². Er erhebt sich im Norden bis auf knapp 1400 m und fällt nach Südosten auf bis zu 800 m ab. 
Im Norden grenzt er an Bulilima und Plumtree, und im Osten an den Distrikt Matobo. Im Westen grenzt er an den North East District und im Süden an den Central District in Botswana.
Die Südliche Grenze bildet der Shashe, die westliche dessen Nebenfluss Ramokgwebana. Die Ovambo-Kalahari-Simbabwe-Verwerfung bildet die Nordgrenze. Mangwe ist in 17 Wards aufgeteilt.

## Wirtschaft
Der Distrikt ist semiarides Gebiet mit seltenen Niederschlägen. Die Region ist anfällig für Dürren. Der Distrikt Mangwe kämpft mit dem zunehmenden Klimawandel. Die veränderten Niederschlagsmuster und die häufiger werdenden Dürren erschweren die Landwirtschaft.
Es gibt auch Goldvorkommen im Distrikt. Dieses wird von großen und kleinen Unternehmen abgebaut. Es kommt zu Problemen wegen nicht genehmigten Minen-Aktivitäten und die Verwaltung versucht gegen die illegale Minen vor zu gehen.
Im Vergleich mit anderen Provinzen ist diese Gegend dünn besiedelt. Der Distrikt gehört zu den ärmeren des Landes.